# Folke Arström

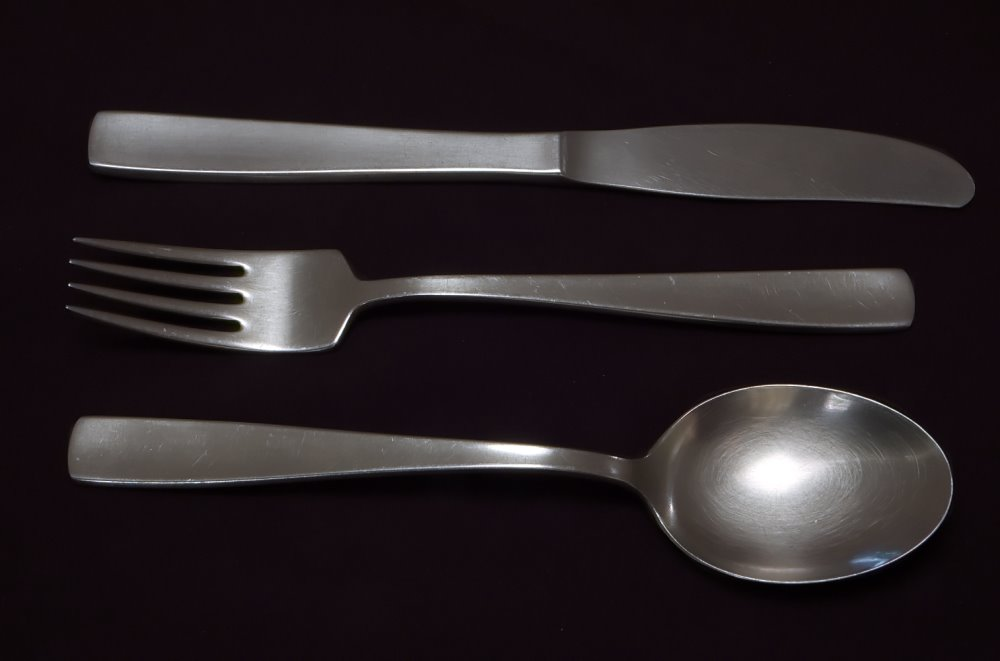
Bestickserien "Facette" formgiven av Arström.

Folke Emanuel Arström, född 15 oktober 1907 i Bromma församling, Stockholm, död 15 oktober 1997 i Lidingö församling, Stockholms län, var en svensk målare, silversmed och bestickformgivare. 
Arström studerade vid Konstakademien i Stockholm för bland annat Albert Engström och vid Berggrens målarskola samt under resor i utlandet. Han utförde teaterdekorationer, affischer och adresser samt utformade Huddinge kommuns vapen. Arström formgav silver och tenn för Guldsmedsaktiebolaget - GAB 1936–1940. Han var huvuddesigner vid Gense i Eskilstuna från 1940. Han fick rostfritt stål att bli accepterat som material för vardagsbestick. Besticken Focus helt i rostfritt, 1955 och Focus de Luxe i rostfritt med svarta nylonskaft, 1956, uppmärksammades stort i USA. Gjorde serierna Thebe 1944, Facette 1949 l rostfritt stål,  Attaché och Diplomat 1958,  i silver för Guldsmedsaktiebolaget i Stockholm, plaketter, silverpjäser och en dopfunt till Hofors kyrka. Han var anställd som konstnärlig ledare vid Guldsmedsaktiebolaget 1940–1960 och var en av de formgivare som införde en formgivande funktionalistisk stil i tillverkningen. För Skånska ättiksfabriken i Perstorp formgav en mugg i plast 1943 som kom att användas vid försvaret och ett antal skolmatsalar. Han utföde även blomsterdekorationer och affischer och var involverad i Primus i Stockholm. 
Arström är representerad vid Nationalmuseum, Röhsska museet, Nordiska museet, Tekniska museet, Arkitektur- och designcentrum  och Victoria and Albert Museum.
Folke Arström är begravd på Lidingö kyrkogård.